# Populus ×acuminata
Populus ×acuminata is een hybride uit de wilgenfamilie (Salicaceae). Het betreft een kruising tussen Populus angustifolia en Populus deltoides. De soortaanduiding acuminata verwijst naar de puntige bladeren. Aan de bladvorm dankt deze kruising ook haar Engelse naam Lanceleaf Cottonwood.
P. ×acuminata is een snelgroeiende loofboom met een dichte piramidale groeiwijze. De bladeren zijn donkergroen aan de bovenzijde en lichtgrijs op de onderzijde, elliptisch met een scherpe punt en zacht sinuaire marges, tot 8 cm lang en 6 cm breed. De bladeren worden in de herfst geel voordat ze vallen. De schors is grijs / bruin en schilferig. De bloemen zijn tweehuizig en worden door de wind bestoven en verschijnen in de vorm van katjes. Na bevruchting vormt de boom groene doosvruchten.
P. ×acuminata komt van nature voor in de Rocky Mountains in Noord-Amerika. In zijn natuurlijke leefgebied groeit het in oevers en stromingsvlakten van rivieren. Hier geeft het de voorkeur aan vochtige, vruchtbare, goed doorlatende bodems. P. ×acuminata verdraagt een brede range aan pH van de grond, maar houdt niet van droge bodems. De boom kan zich verspreiden door worteluitlopers.
... ·  
P. ×acuminata · 
P. adenopoda · 
P. afghanica · 
P. alba (Witte abeel) · 
P. angustifolia (Smalbladige populier) · 
P. balsamifera (Ontariopopulier) · 
P. ×berolinensis (Siberische balsempopulier) · 
P. ×canadensis (Canadapopulier) · 
P. candicans · 
P. ×canescens (Grauwe abeel) · 
P. cathayana · 
P. davidiana · 
P. deltoides (Amerikaanse populier) · 
P. euphratica · 
P. fremontii · 
P.  grandidentata (Grofgetande populier) · 
P. guzmanantlensis ·  
P. heterophylla (Hartbladige populier) · 
P. ilicifolia · 
P. ×interamericana (Zwarte balsemhybride) · 
P. ×jackii · 
P. koreana · 
P.  lasiocarpa (Ruwe populier) · 
P. laurifolia (Laurierpopulier) · 
P. maximowiczii (Koreaanse balsempopulier) · 
P. mexicana · 
P. nigra (Zwarte populier) · 
P. nigra var. italica (Italiaanse populier) · 
P. rotundifolia · 
P. sieboldii · 
P. simonii (Chinese balsempopulier) · 
P. suaveolens · 
P. szechuanica · 
P. ×tomentosa ·  
P. tremula (Ratelpopulier) · 
P. tremuloides (Amerikaanse ratelpopulier) · 
P. trichocarpa (Zwarte balsempopulier) · 
P. tristis · 
P. wilsonii (Wilsonpopulier) · 
P. yunnanensis · 
...